# Greta Dahlström
Sofia Margareta (Greta) Dahlström, född Stenbäck 21 augusti 1887 i Tyrvis, död 23 mars 1978 i Åbo, var en finlandssvensk musikpedagog och kompositör. Hon ingick 1925 äktenskap med Svante Dahlström och var mor till Fabian Dahlström.
Dahlström studerade 1903–1907 vid Helsingfors musikinstitut och verkade därefter som musiklärare i Helsingfors och Åbo. Hon var 1925–1938 sekreterare i Åbolands sång- och musikförbund och 1953–1959 dirigent för Åbo svenska damkör. Hon var även verksam som kompositör (av främst körverk) och utförde ett betydande arbete bearbetare och arrangör av folkmelodier. Hon upptecknade över 3 200 folkvisor, ballader, dansmelodier och fiollåtar samt fullbordade och utgav 1975 en av Otto Andersson påbörjad volym om yngre dansmelodier i serien Finlands svenska folkdiktning.

### Uppslagsverk
- Dahlström, Greta i Uppslagsverket Finland (webbupplaga, 2012). CC-BY-SA 4.0